# Moatasem Salem
El-Moatasem Salem (tiếng Ả Rập: معتصم سالم; sinh ngày 2 tháng 9 năm 1980) là một cầu thủ bóng đá người Ai Cập thi đấu cho Ismaily SC ở Giải bóng đá ngoại hạng Ai Cập. Anh cũng là thành viên của Đội tuyển bóng đá quốc gia Ai Cập.

## Sự nghiệp câu lạc bộ
Salem ký bản hợp đồng gia hạn 4 năm với Ismaily vào tháng 6 năm 2008, giữ anh đến tháng 6 năm 2012. Tuy nhiên, vào tháng 12 năm 2010 Ismaily đồng ý bán Salem cho đội bóng trả giá cao nhất để giải quyết khủng hoảng tài chính và Zamalek SC bày tỏ sự quan tâm đến cầu thủ này.